# جام جهانی کشتی ۲۰۱۷ - آزاد مردان
مسابقه جام جهانی کشتی آزاد مردان در سال ۲۰۱۷ و در شهر کرمانشاه به تاریخ ۱۶ الی ۱۷ فوریه برگزار شد.

## مرحله گروهی
|  | تیم صعودکننده برای مکان ۱ |
|  | تیم صعودکننده برای مکان ۳ |
|  | تیم صعودکننده برای مکان ۵ |
|  | تیم صعودکننده برای مکان ۷ |

### گروه ۱
| تیم                 | بازی | برد | باخت |
| ------------------- | ---- | --- | ---- |
| ایالات متحده آمریکا | ۳    | ۳   | ۰    |
| جمهوری آذربایجان    | ۳    | ۲   | ۱    |
| روسیه               | ۳    | ۱   | ۲    |
| گرجستان             | ۳    | ۰   | ۳    |

| جمهوری آذربایجان ۴ (برنده) - ۴ روسیه | جمهوری آذربایجان ۴ (برنده) - ۴ روسیه | جمهوری آذربایجان ۴ (برنده) - ۴ روسیه | جمهوری آذربایجان ۴ (برنده) - ۴ روسیه |
| وزن                                  | جمهوری آذربایجان                     | نتیجه                                | روسیه                                |
| ------------------------------------ | ------------------------------------ | ------------------------------------ | ------------------------------------ |
| ۵۷ ک‌گ                                | گئورگی ادیراشویلی                    | ۲ – ۵                                | زلیمخان آباکاروف                     |
| ۶۱ ک‌گ                                | علی رحیم‌زاده                         | ۶ – ۶                                | جمال اوتار سلطانوف                   |
| ۶۵ ک‌گ                                | حاجی علی‌اف                           | ۲ – ۱                                | آلن گوگایف                           |
| ۷۰ ک‌گ                                | داوید سوینیوچخانوف                   | ۶ – ۱۰                               | ماگومدحبیب کادیماگمدوف               |
| ۷۴ ک‌گ                                | جبرییل حسن‌اف                         | ۶ – ۲                                | رادیک ولی‌یف                          |
| ۸۶ ک‌گ                                | شریف شریف‌اف                          | ۱ – ۲                                | ولادیسلاو والیف                      |
| ۹۷ ک‌گ                                | نورمحمد قاضی‌اف                       | ۱ – ۲                                | رسول ماگومدوف                        |
| ۱۲۵ ک‌گ                               | جمال الدین ماگومداف                  | ۸ – ۱                                | ولادیسلاو بایتسایف                   |

| گرجستان ۱ - ۷ ایالات متحده آمریکا | گرجستان ۱ - ۷ ایالات متحده آمریکا | گرجستان ۱ - ۷ ایالات متحده آمریکا | گرجستان ۱ - ۷ ایالات متحده آمریکا |
| وزن                               | گرجستان                           | نتیجه                             | ایالات متحده آمریکا               |
| --------------------------------- | --------------------------------- | --------------------------------- | --------------------------------- |
| ۵۷ ک‌گ                             | اوتاری گوگاوا                     | ۱ – ۶                             | تونی راموس                        |
| ۶۱ ک‌گ                             | شوتا فارتنادزه                    | ۴ – ۷                             | لوگان استیبر                      |
| ۶۵ ک‌گ                             | ایوریکو جولاکیدزه                 | ۱ – ۱۰                            | فرانک مولینارو                    |
| ۷۰ ک‌گ                             | لوان کلخساشویلی                   | ۰ – ۱۰                            | جیمز گرین                         |
| ۷۴ ک‌گ                             | یامبر کولاشویلی                   | ۲ – ۲                             | جردن باروز                        |
| ۸۶ ک‌گ                             | داتو مارساگیشویلی                 | ۳ – ۸                             | دیوید تیلور                       |
| ۹۷ ک‌گ                             | زویاد مترولی                      | ۰ – ۱۱                            | کایل اسنایدر                      |
| ۱۲۵ ک‌گ                            | گنو پتریاشویلی                    | ۱۰ – ۰                            | زاچ ری                            |

| ایالات متحده آمریکا ۶ - ۲ روسیه | ایالات متحده آمریکا ۶ - ۲ روسیه | ایالات متحده آمریکا ۶ - ۲ روسیه | ایالات متحده آمریکا ۶ - ۲ روسیه |
| وزن                             | ایالات متحده آمریکا             | نتیجه                           | روسیه                           |
| ------------------------------- | ------------------------------- | ------------------------------- | ------------------------------- |
| ۵۷ ک‌گ                           | تونی راموس                      | ۲ – ۶                           | آرتیوم گبکوف                    |
| ۶۱ ک‌گ                           | لوگان استیبر                    | ۷ – ۴                           | ویکتور راسادین                  |
| ۶۵ ک‌گ                           | فرانک مولینارو                  | ۴ – ۴                           | چرمن ولیف                       |
| ۷۰ ک‌گ                           | جیمز گرین                       | ۸ – ۶                           | ماگومدحبیب کادیماگمدوف          |
| ۷۴ ک‌گ                           | جردن باروز                      | ۱۰ – ۱                          | آتساماز ساناکویف                |
| ۸۶ ک‌گ                           | دیوید تیلور                     | ۱۴ – ۴                          | ولادیسلاو والیف                 |
| ۹۷ ک‌گ                           | کایل اسنایدر                    | ۱۱ – ۲                          | یوری بلونوفسکی                  |
| ۱۲۵ ک‌گ                          | زاچ ری                          | ۴ – ۱                           | ماگمود حاجی ماگمودوف            |

| گرجستان ۳ - ۵ جمهوری آذربایجان | گرجستان ۳ - ۵ جمهوری آذربایجان | گرجستان ۳ - ۵ جمهوری آذربایجان | گرجستان ۳ - ۵ جمهوری آذربایجان |
| وزن                            | گرجستان                        | نتیجه                          | جمهوری آذربایجان               |
| ------------------------------ | ------------------------------ | ------------------------------ | ------------------------------ |
| ۵۷ ک‌گ                          | اوتاری گوگاوا                  | ۵ – ۵                          | ماهر امیراصلانوف               |
| ۶۱ ک‌گ                          | گئورگی روازیشولی               | ۲ – ۱۲                         | علی رحیم‌زاده                   |
| ۶۵ ک‌گ                          | ایوریکو جولاکیدزه              | ۰ – ۱۲                         | حاجی علی‌اف                     |
| ۷۰ ک‌گ                          | کنستانتین خابالاشویلی          | ۵ – ۷                          | داوید سوینیوچخانوف             |
| ۷۴ ک‌گ                          | یامبر کولاشویلی                | ۰ – ۵                          | جبرییل حسن‌اف                   |
| ۸۶ ک‌گ                          | داویت خوتسیشویلی               | ۲ – ۲                          | شریف شریف‌اف                    |
| ۹۷ ک‌گ                          | زویاد مترولی                   | ۰ – ۱۰                         | اصلان‌بک آلبروف                 |
| ۱۲۵ ک‌گ                         | گنو پتریاشویلی                 | ۱۳ – ۷                         | جمال الدین ماگومداف            |

| گرجستان ۳ - ۵ روسیه | گرجستان ۳ - ۵ روسیه   | گرجستان ۳ - ۵ روسیه | گرجستان ۳ - ۵ روسیه  |
| وزن                 | گرجستان               | نتیجه               | روسیه                |
| ------------------- | --------------------- | ------------------- | -------------------- |
| ۵۷ ک‌گ               | بکا بوجیاشویلی        | ۲ – ۱۰              | زلیمخان آباکاروف     |
| ۶۱ ک‌گ               | شوتا فارتنادزه        | ۴ – ۱۴              | ویکتور راسادین       |
| ۶۵ ک‌گ               | ایوریکو جولاکیدزه     | ۷ – ۱۲              | چرمن ولیف            |
| ۷۰ ک‌گ               | کنستانتین خابالاشویلی | ۲ – ۲               | علی بک آکبایف        |
| ۷۴ ک‌گ               | یاکوب ماکارشویلی      | ۴ – ۲               | رادیک ولی‌یف          |
| ۸۶ ک‌گ               | داویت خوتسیشویلی      | ۰ – ۱۰              | احمد ماگامایف        |
| ۹۷ ک‌گ               | زویاد مترولی          | ۰ – ۴               | رسول ماگومدوف        |
| ۱۲۵ ک‌گ              | گنو پتریاشویلی        | ۱۳ – ۲              | ماگمود حاجی ماگمودوف |

| ایالات متحده آمریکا ۴(برنده) - ۴ جمهوری آذربایجان | ایالات متحده آمریکا ۴(برنده) - ۴ جمهوری آذربایجان | ایالات متحده آمریکا ۴(برنده) - ۴ جمهوری آذربایجان | ایالات متحده آمریکا ۴(برنده) - ۴ جمهوری آذربایجان |
| وزن                                               | ایالات متحده آمریکا                               | نتیجه                                             | جمهوری آذربایجان                                  |
| ------------------------------------------------- | ------------------------------------------------- | ------------------------------------------------- | ------------------------------------------------- |
| ۵۷ ک‌گ                                             | تونی راموس                                        | ۲ – ۳                                             | گئورگی ادیراشویلی                                 |
| ۶۱ ک‌گ                                             | لوگان استیبر                                      | ۱۲ – ۱۱                                           | علی رحیم‌زاده                                      |
| ۶۵ ک‌گ                                             | فرانک مولینارو                                    | ۱ – ۴                                             | حاجی علی‌اف                                        |
| ۷۰ ک‌گ                                             | جیمز گرین                                         | ۱۰ – ۰                                            | داوید سوینیوچخانوف                                |
| ۷۴ ک‌گ                                             | جردن باروز                                        | ۴ – ۵دیس                                          | مراد سلیمان‌اف                                     |
| ۸۶ ک‌گ                                             | دیوید تیلور                                       | ۱۲ – ۲                                            | شریف شریف‌اف                                       |
| ۹۷ ک‌گ                                             | کایل اسنایدر                                      | ۴ – ۵                                             | اصلان‌بک آلبروف                                    |
| ۱۲۵ ک‌گ                                            | نیک گویازدوفسکی                                   | ۱ – ۳                                             | جمال الدین ماگومداف                               |

### گروه ۲
| تیم      | بازی | برد | باخت |
| -------- | ---- | --- | ---- |
| ایران    | ۳    | ۳   | ۰    |
| ترکیه    | ۳    | ۲   | ۱    |
| مغولستان | ۳    | ۱   | ۲    |
| هند      | ۳    | ۰   | ۳    |

| ترکیه ۰ - ۸ ایران | ترکیه ۰ - ۸ ایران | ترکیه ۰ - ۸ ایران | ترکیه ۰ - ۸ ایران |
| وزن               | ترکیه             | نتیجه             | ایران             |
| ----------------- | ----------------- | ----------------- | ----------------- |
| ۵۷ ک‌گ             | سزار آکگول        | ۰ – ۶             | حسن رحیمی         |
| ۶۱ ک‌گ             | چنگیز ارودغان     | ۵ – ۷             | بهنام احسان‌پور    |
| ۶۵ ک‌گ             | مصطفی کایا        | ۲ – ۵             | میثم نصیری        |
| ۷۰ ک‌گ             | یاکوپ گور         | ۰ – ۴             | مصطفی حسین‌خانی‎‎    |
| ۷۴ ک‌گ             | اسلام کلیچ        | ۱۰ – ۱۲           | پیمان یاراحمدی    |
| ۸۶ ک‌گ             | سردار بوکه        | ۱ – ۱۱            | حسن یزدانی        |
| ۹۷ ک‌گ             | فاروغ آکویون      | ۰ – ۱۰            | امیر محمدی        |
| ۱۲۵ ک‌گ            | سلیم ارکان        | ۰ – ۱۰            | کمیل قاسمی‎‎        |

| مغولستان ۷ - ۱ هند | مغولستان ۷ - ۱ هند    | مغولستان ۷ - ۱ هند | مغولستان ۷ - ۱ هند       |
| وزن                | مغولستان              | نتیجه              | هند                      |
| ------------------ | --------------------- | ------------------ | ------------------------ |
| ۵۷ ک‌گ              | زانابازار زاندانبود   | –                  | ساندیپ تومار (غیبت حریف) |
| ۶۱ کگ              | انخسایخانی نیام-اوچیر | ۴ – ۲              | هارفول گولیا             |
| ۶۵ ک‌گ              | باتمانگای باتچولون    | ۳ – ۱              | بجرانگ کومار             |
| ۷۰ ک‌گ              | مانداخناران گانزوریگ  | ۴ – ۳              | آمیت کومار دهانکار       |
| ۷۴ ک‌گ              | باچولون انخبایار      | ۸ – ۷              | جیتندر                   |
| ۸۶ ک‌گ              | اونوربات پروجاو       | ۷ – ۸ض ف           | دیپاک پونیا              |
| ۹۷ ک‌گ              | باتزول اولزیسایخان    | ۱۴ – ۶             | روبلیجت رانجی            |
| ۱۲۵ ک‌گ             | زولبو ناتساگسورن      | ۳ – ۰              | کریشهان                  |

| هند ۰ - ۸ ایران | هند ۰ - ۸ ایران    | هند ۰ - ۸ ایران | هند ۰ - ۸ ایران   |
| وزن             | هند                | نتیجه           | ایران             |
| --------------- | ------------------ | --------------- | ----------------- |
| ۵۷ ک‌گ           | غیبت حریف          | –               | یونس سرمستی       |
| ۶۱ ک‌گ           | هارفول گولیا       | ۲ – ۴ض‌ف         | مسعود اسماعیل پور |
| ۶۵ ک‌گ           | بجرانگ کومار       | ۲ – ۹           | میثم نصیری‎‎        |
| ۷۰ ک‌گ           | آمیت کومار دهانکار | ۰ – ۱۱          | مصطفی حسین‌خانی‎‎    |
| ۷۴ ک‌گ           | جیتندر             | ۲ – ۸           | بهمن تیموری       |
| ۸۶ ک‌گ           | دیپاک پونیا        | ۰ – ۱۰          | حسن یزدانی        |
| ۹۷ ک‌گ           | روبلیجت رانجی      | ۰ – ۱۰          | حسین شهبازی       |
| ۱۲۵ ک‌گ          | کریشهان (حاضر نشد) | –               | کمیل قاسمی‎‎        |

| مغولستان ۳ - ۵ ترکیه | مغولستان ۳ - ۵ ترکیه  | مغولستان ۳ - ۵ ترکیه | مغولستان ۳ - ۵ ترکیه |
| وزن                  | مغولستان              | نتیجه                | ترکیه                |
| -------------------- | --------------------- | -------------------- | -------------------- |
| ۵۷ ک‌گ                | سودنومداش باتبولد     | ۶ – ۶ض‌ف              | سزار آکگول           |
| ۶۱ ک‌گ                | انخسایخانی نیام-اوچیر | ۲ – ۴                | چنگیز ارودغان        |
| ۶۵ ک‌گ                | باتمانگای باتچولون    | ۳ – ۹                | مصطفی کایا           |
| ۷۰ ک‌گ                | مانداخناران گانزوریگ  | ۶ – ۰                | یاکوپ گور            |
| ۷۴ ک‌گ                | باچولون انخبایار      | ۱ – ۱۲               | اسلام کلیچ           |
| ۸۶ ک‌گ                | اونوربات پروجاو       | ۱ –                  | سلیم یاشار           |
| ۹۷ ک‌گ                | باتزول اولزیسایخان    | ۷ – ۴                | فاروغ آکویون         |
| ۱۲۵ ک‌گ               | زولبو ناتساگسورن      | ۶ – ۲                | رضا ایلدریم          |

| مغولستان ۱ - ۷ ایران | مغولستان ۱ - ۷ ایران | مغولستان ۱ - ۷ ایران | مغولستان ۱ - ۷ ایران |
| وزن                  | مغولستان             | نتیجه                | ایران                |
| -------------------- | -------------------- | -------------------- | -------------------- |
| ۵۷ ک‌گ                | زانابازار زاندانبود  | ۶ – ۷                | حسن رحیمی            |
| ۶۱ ک‌گ                | تولگا توموراوچیر     | ۰ – ۴                | مسعود اسماعیل پور    |
| ۶۵ ک‌گ                | باتمانگای باتچولون   | ۴ – ۳                | مهدی یگانه جعفری     |
| ۷۰ ک‌گ                | مانداخناران گانزوریگ | ۰ – ۱۰               | حامد رشیدی           |
| ۷۴ ک‌گ                | باچولون انخبایار     | ۰ – ۱۰               | پیمان یاراحمدی       |
| ۸۶ ک‌گ                | اونوربات پروجاو      | ۲ – ۱۱               | حسن یزدانی           |
| ۹۷ ک‌گ                | باتزول اولزیسایخان   | ۱ – ۴                | امیر محمدی           |
| ۱۲۵ ک‌گ               | زولبو ناتساگسورن     | ۰ – ۵                | یدالله محبی          |

| هند ۱ - ۷ ترکیه | هند ۱ - ۷ ترکیه    | هند ۱ - ۷ ترکیه | هند ۱ - ۷ ترکیه |
| وزن             | هند                | نتیجه           | ترکیه           |
| --------------- | ------------------ | --------------- | --------------- |
| ۵۷ ک‌گ           | غیبت حریف          | –               | سزار آکگول      |
| ۶۱ ک‌گ           | هارفول گولیا       | –               | غیبت حریف       |
| ۶۵ ک‌گ           | بجرانگ کومار       | ۰ – ۱۰          | مصطفی کایا      |
| ۷۰ ک‌گ           | آمیت کومار دهانکار | ۰ – ۱۰          | یاکوپ گور       |
| ۷۴ ک‌گ           | جیتندر             | ۰ – ۱۱          | اسلام کلیچ      |
| ۸۶ ک‌گ           | دیپاک پونیا        | ۲ – ۹           | سلیم یاشار      |
| ۹۷ ک‌گ           | روبلیجت رانجی      | ۳ – ۱۱          | فاروغ آکویون    |
| ۱۲۵ ک‌گ          | غیبت حریف          | –               | سلیم ارکان      |

## مسابقات نهایی
| ایالات متحده آمریکا ۳ - ۵ ایران | ایالات متحده آمریکا ۳ - ۵ ایران | ایالات متحده آمریکا ۳ - ۵ ایران | ایالات متحده آمریکا ۳ - ۵ ایران |
| وزن                             | ایالات متحده آمریکا             | نتیجه                           | ایران                           |
| ------------------------------- | ------------------------------- | ------------------------------- | ------------------------------- |
| ۵۷ ک‌گ                           | تونی راموس                      | ۰ – ۶                           | حسن رحیمی                       |
| ۶۱ ک‌گ                           | لوگان استیبر                    | ۲ – ۶                           | مسعود اسماعیل پور               |
| ۶۵ ک‌گ                           | فرانک مولینارو                  | ۴ – ۵                           | میثم نصیری‎‎                      |
| ۷۰ ک‌گ                           | جیمز گرین                       | ۰ – ۲                           | مصطفی حسین‌خانی‎‎                  |
| ۷۴ ک‌گ                           | جردن باروز                      | ۳ – ۲                           | پیمان یاراحمدی                  |
| ۸۶ ک‌گ                           | دیوید تیلور                     | ۸ض‌ف – ۴                         | حسن یزدانی                      |
| ۹۷ ک‌گ                           | کایل اسنایدر                    | ۵ – ۰                           | امیر محمدی                      |
| ۱۲۵ ک‌گ                          | نیک گویازدوفسکی                 | ۰ – ۶                           | کمیل قاسمی‎‎                      |

| جمهوری آذربایجان ۷ - ۱ ترکیه | جمهوری آذربایجان ۷ - ۱ ترکیه | جمهوری آذربایجان ۷ - ۱ ترکیه | جمهوری آذربایجان ۷ - ۱ ترکیه |
| وزن                          | جمهوری آذربایجان             | نتیجه                        | ترکیه                        |
| ---------------------------- | ---------------------------- | ---------------------------- | ---------------------------- |
| ۵۷ ک‌گ                        | گئورگی ادیراشویلی            | ۸ – ۷                        | سزار آکگول                   |
| ۶۱ ک‌گ                        | علی رحیم‌زاده                 | –                            | غیبت حریف                    |
| ۶۵ ک‌گ                        | حاجی علی‌اف                   | ۱۲ – ۲                       | مصطفی کایا                   |
| ۷۰ ک‌گ                        | داوید سوینیوچخانوف           | ۲ – ۱۰                       | یاکوپ گور                    |
| ۷۴ ک‌گ                        | مراد سلیمان‌اف                | ۵ – ۰                        | اسلام کلیچ                   |
| ۸۶ ک‌گ                        | شریف شریف‌اف                  | ۲ – ۱                        | سلیم یاشار                   |
| ۹۷ ک‌گ                        | اصلان‌بک آلبروف               | ۹ – ۱                        | فاروغ آکویون                 |
| ۱۲۵ ک‌گ                       | جمال الدین ماگومداف          | ۴ض‌ف – ۰                      | سلیم ارکان                   |

| روسیه ۷ - ۱ مغولستان | روسیه ۷ - ۱ مغولستان   | روسیه ۷ - ۱ مغولستان | روسیه ۷ - ۱ مغولستان |
| وزن                  | روسیه                  | نتیجه                | مغولستان             |
| -------------------- | ---------------------- | -------------------- | -------------------- |
| ۵۷ ک‌گ                | زلیمخان آباکاروف       | ۱۰ – ۰               | سودنومداش باتبولد    |
| ۶۱ ک‌گ                | جمال اوتار سلطانوف     | ۴ – ۱                | تولگا توموراوچیر     |
| ۶۵ ک‌گ                | آلن گوگایف             | ۹ – ۲                | باتمانگای باتچولون   |
| ۷۰ ک‌گ                | ماگومدحبیب کادیماگمدوف | ۷ – ۱۴               | مانداخناران گانزوریگ |
| ۷۴ ک‌گ                | آتساماز ساناکویف       | ۱۲ – ۱               | باچولون انخبایار     |
| ۸۶ ک‌گ                | احمد ماگامایف          | ۱۰ – ۰               | اونوربات پروجاو      |
| ۹۷ ک‌گ                | رسول ماگومدوف          | ۱۱ – ۳               | باتزول اولزیسایخان   |
| ۱۲۵ ک‌گ               | ولادیسلاو بایتسایف     | ۶ – ۰                | زولبو ناتساگسورن     |

| گرجستان ۷ - ۱ هند | گرجستان ۷ - ۱ هند | گرجستان ۷ - ۱ هند | گرجستان ۷ - ۱ هند  |
| وزن               | گرجستان           | نتیجه             | هند                |
| ----------------- | ----------------- | ----------------- | ------------------ |
| ۵۷ ک‌گ             | اوتاری گوگاوا     | –                 | غیبت حریف          |
| ۶۱ ک‌گ             | گئورگی روازیشولی  | ۱۲ض‌ف – ۱۱         | هارفول گولیا       |
| ۶۵ ک‌گ             | ایوریکو جولاکیدزه | ۶ – ۱۶            | بجرانگ کومار       |
| ۷۰ ک‌گ             | لوان کلخساشویلی   | ۷ – ۶             | آمیت کومار دهانکار |
| ۷۴ ک‌گ             | یاکوب ماکارشویلی  | ۵ – ۳             | جیتندر             |
| ۸۶ ک‌گ             | داتو مارساگیشویلی | ۱۰ – ۰            | دیپاک پونیا        |
| ۹۷ ک‌گ             | زویاد مترولی      | ۸ – ۰             | روبلیجت رانجی      |
| ۱۲۵ ک‌گ            | گنو پتریاشویلی    | –                 | غیبت حریف          |

## جدول رده‌بندی
| تیم                 | بازی | برد | باخت |
| ------------------- | ---- | --- | ---- |
| ایران               | ۴    | ۴   | ۰    |
| ایالات متحده آمریکا | ۴    | ۳   | ۱    |
| جمهوری آذربایجان    | ۴    | ۳   | ۱    |
| ترکیه               | ۴    | ۲   | ۲    |
| روسیه               | ۴    | ۲   | ۲    |
| مغولستان            | ۴    | ۱   | ۳    |
| گرجستان             | ۴    | ۱   | ۳    |
| هند                 | ۴    | ۰   | ۴    |